# The Viral Factor
Pour plus de détails, voir Fiche technique et Distribution.
The Viral Factor est un film hongkongais de Dante Lam. Son tournage a commencé en 2011 et le film est sorti sur les grands écrans en 2012.

## Synopsis
Jon Man est un agent d'Interpol chargé d'un mission périlleuse en Jordanie : escorter un biologiste qui a mis au point une nouvelle version du virus de la variole et le mettre en sécurité en échange de l'antidote de son invention. Au cours du trajet qui doit mettre le scientifique en sécurité, le convoi est attaqué est presque entièrement décimé par de mystérieux attaquants. Le biologiste est enlevé par Sean Wong, un membre de l'escorte qui a changé de camp et qui abattra Ice, l'équipière de Jon. Gravement blessé au cours de la fusillade, celui-ci se réveille à l'hôpital où il apprend qu'à la suite de ses blessures il ne lui reste plus que quinze jours à vivre. Il va dès lors tout faire pour retrouver les commanditaires de l'attaque et déjouer leurs projets.  

## Critiques
Les critiques sur le film vont en général dans le même sens : elles soulignent les qualités du métrage en matière de scènes spectaculaires qui sont parfaitement maîtrisées par Dante Lam, mais épinglent les incohérences du scénario.